# Список дипломатичних місій Косова

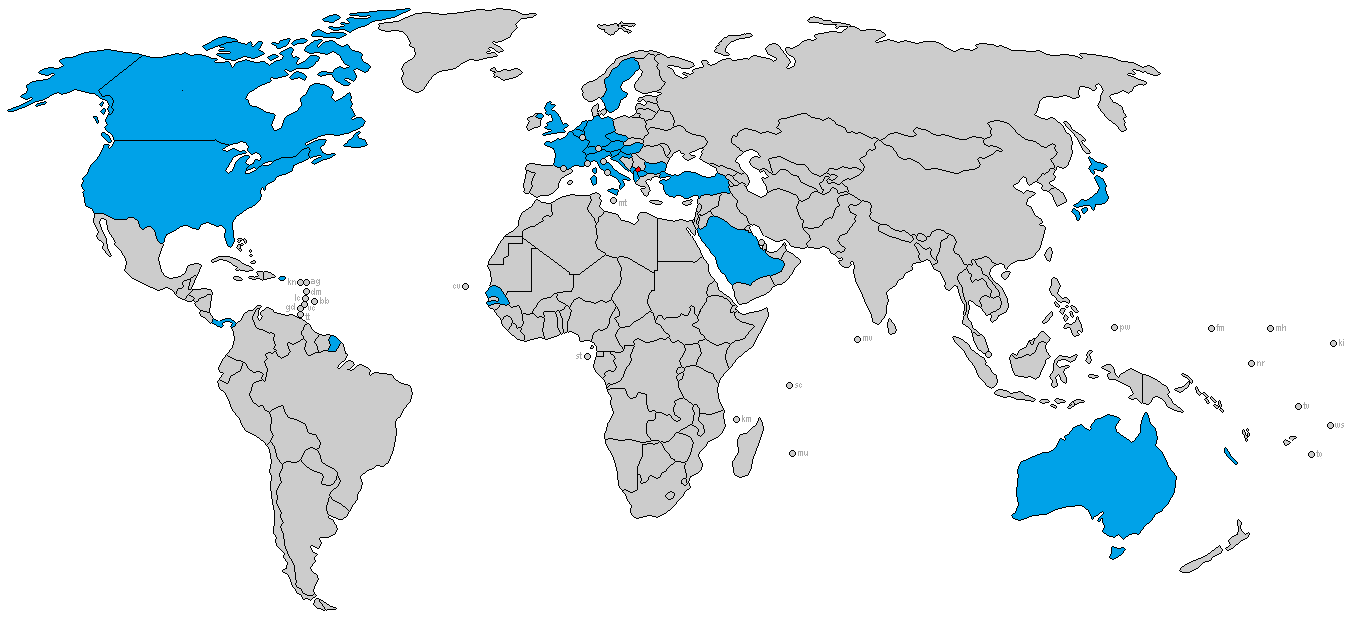
Дипломатичні відносини Косова

Список дипломатичних місій Косова — перелік дипломатичних місій (посольств) і генеральних консульств Косова в країнах світу. За станом на 1 грудня 2016 незалежність Косова визнали 114 держав із 193 (59 %), країн-членів ООН. Також, 23 з 28 (82 %) країн-членів Європейського Союзу та 24 з 28 (86 %) країн-членів НАТО, 34 з 57 (60 %) країн-членів ОІС визнають державу Косово.
Україна на відміну від переважної більшості європейських країн, США, Японії, Австралії не визнає державу Косово.

## Африка
- Єгипет
  - Каїр (відділення зв'язку)[2]

## Америка
- Канада
  - Оттава (посольство)
- Панама
  - Панама (посольство)[2]
- США
  - Вашингтон (посольство)
  -  Нью-Йорк (генеральне консульство)
  -  Де-Мойн (консульство)

## Азія
- Японія
  - Токіо (посольство)
- Саудівська Аравія
  - Ріяд (посольство)
- Туреччина
  - Анкара (посольство)
  - Стамбул (генеральне консульство)

## Європа
- Албанія
  - Тирана (посольство)
- Австрія
  - Відень (посольство)
- Бельгія
  - Брюссель (посольство)
- Болгарія
  - Софія (посольство)
- Хорватія
  - Загреб (посольство)
- Чехія
  - Прага (посольство)
- Франція
  - Париж (посольство)
- Німеччина
  - Берлін (посольство)
  - Франкфурт-на-Майні (консульство)
  - Мюнхен (генеральне консульство)
  - Штутгарт (консульство)
- Угорщина
  - Будапешт (посольство)
- Італія
  - Рим (посольство)
  - Мілан (генеральне консульство)[3]
- Північна Македонія
  - Скоп'є (посольство)
- Чорногорія
  - Подгориця (посольство)[4]
- Нідерланди
  - Гаага (посольство)
- Словенія
  - Любляна (посольство)
- Швеція
  - Стокгольм (посольство)
- Швейцарія
  - Берн (посольство)
  - Женева (генеральне консульство)
  - Цюрих (консульство)
- Велика Британія
  - Лондон (посольство)

## Океанія
- Австралія
  - Канберра (посольство)[5].